# Каєтаново (Куявсько-Поморське воєводство)
Каєтаново (пол. Kajetanowo) — село в Польщі, у гміні Конецьк Александровського повіту Куявсько-Поморського воєводства.
Населення — 105 осіб (2011).
У 1975-1998 роках село належало до Влоцлавського воєводства.

## Демографія
Демографічна структура станом на 31 березня 2011 року:
|          | Загалом | Допрацездатний вік | Працездатний вік | Постпрацездатний вік |
| -------- | ------- | ------------------ | ---------------- | -------------------- |
| Чоловіки | 49      | 7                  | 35               | 7                    |
| Жінки    | 56      | 14                 | 26               | 16                   |
| Разом    | 105     | 21                 | 61               | 23                   |